# Азіза Азімова
Азі́за Азі́мова (5 грудня 1915—1997) — таджицька радянська артистка балету, драматична акторка, балетмейстер, народна артистка Таджицької РСР (1941) .

## Життєпис
Азіза Азімова народилася в 1915 році в кишлаку Сурхі поблизу Уротеппа Согдійської області в північній частині Таджикистану в сім'ї бідняків. У 2-річному віці в Азізи померла мати. Разом із батьком вона переїхала під Бухару в кишлак Богоутдін. Через деякий час бідність змусила батька продати свою дочку за 75 рублів тюбетейнику з Бухари. До 8-річного віку вона жила в сім'ї цього тюбетейника в статусі «чурі». У 1923 році була відправлена Бухарським нарномпросом на навчання до Москви. Під час навчання в Москві Азіза Азімова вперше виявила бажання стати акторкою .
Після повернення до Бухари Азіза в 1927 році вступила до жіночого педагогічного технікуму і почала виступати в аматорській трупі «Хаваскорон». У 1930 році Азіза увійшла до трупи пересувного робітничого театру в Ташкенті . У 1932 році повернулася до Таджицької РСР, де почала працювати в Державній академії драматичного мистецтва Лахуті. На цьому етапі своєї кар'єри вона зіграла такі ролі, як Ширін у «Боротьбі» Абулхака Усмонова, головну роль у «Рано» Саїдмуродова та Адельму в «Турандот» Карло Ґоцці. У 1941 році стала членом Комуністичної партії Радянського Союзу. В 1937 році стала солісткою балету в Таджицькому музичному театрі. 
З 1938 по 1946 рік Азіза Азімова виступала в Державному театрі в Душанбе. Серед її ролей — Нозгуль у «Двох квітках» Олександра Ленського, Лізу в «Погано доглянутій дівчині» Петера Людвіга Гертеля та Марію в «Бахчисарайському фонтані» Бориса Асаф'єва. З 1946 по 1951 рік Азімова відвідувала Державний інститут театрального мистецтва імені Луначарського в Москві, отримавши диплом режисера балету. У цей час вона грала в «Доктор Айболить» Ігоря Морозова і «Червоний мак» Рейнгольда Глієра. Останній твір став її дипломною роботою. Потім Азімова повернулася до Таджикистанської РСР, де працювала головною танцівницею Державної філармонії, а також навчала молодих виконавців. У 1964 і 1965 роках працювала в Кабулі - столиці Афганістану. У 1967 році Азімову призначили викладачем Душанбинського педагогічного інституту. Пізніше вона працювала артисткою балету. Крім балету, Азіза Азімова також виявила інтерес до таджицького народного танцю. 
За свою творчу діяльність Азімова отримала безліч нагород протягом своєї кар'єри; головним з них було звання Народної артистки Таджицької РСР, яке вона отримала в 1941 році. Вона двічі була нагороджена орденом Трудового Червоного Прапора і двічі орденом «Знак Пошани», нагороджена багатьма іншими медалями. Азіза Азімова померла в 1997 році..

## Творчість

### Ролі в Таджицькому музично-драматичному театрі (Сталінабад)
- «Муборіза» - Ширін [3]
- « Платон Кречет» Олександра Корнійчука - мати
- « Принцеса Турандот» Карло Ґоцці - Адельма
- «Донька пастуха» - Саодат

### Балетні партії
- "Дві троянди" лібретто М. Рабієва, музика Олександра Ленського - Нозгуль [9][10]
- «Марна обережність» Гертеля - Ліза
- «Бахчисарайський фонтан» Бориса Асаф'єва - Марія

## Нагороди
- три ордени Трудового Червоного Прапора (23.04.1941 [11], 24.04.1957 [12] та 22.08.1986)
- орден Дружби народів (17.08.1989) - за заслуги у зміцненні культурних зв'язків з Республікою Афганістан [13]
- два ордени «Знак Пошани» (1950 та 23.10.1954 [14] )
- Народна артистка Таджицької РСР (1941)